# (72565) 2001 ET8
(72565) 2001 ET8 – planetoida z pasa głównego asteroid okrążająca Słońce w ciągu 4,52 lat w średniej odległości 2,73 j.a. Odkryta 2 marca 2001 roku.